# Давид II (царь Имеретии)
Давид II (груз. დავით II, 1756—1795, Ахалцихе) — царь Имеретии. Царствовал с 1784 по 1789 год. Сын имеретинского царя Георгия IX.

## Биография
В апреле 1784 году после смерти своего двоюродного брата, имеретинского царя Соломона Великого, Давид начал борьбу за царский престол в Имеретии. За год до своей смерти Соломон назначил наследником своего племянника, царевича Давида Арчиловича (будущего Соломона II), который воспитывался при дворе своего деда, царя Картли и Кахетии Ираклия II. 4 мая 1784 года при поддержке князя Кации II Дадиани, князя Мегрелии, и некоторых имеретинских тавадов Давид II был провозглашен новым царем Имеретии.
Во время своего правления Давид II пытался установить контакты с Российской империей и ограничить привилегии крупной имеретинской знати (тавадов). Такая политика нового царя вызвало недовольство многих важных имеретинских вельмож, в том числе мегрельского князя Григола Дадиани, которые перешли в оппозицию.
В 1789 году картли-кахетинский царь Ираклий II организовал военный поход на Имеретию, чтобы посадить на царский престол своего внука Давида Арчиловича. 10 июня 1789 года в битве при Матходжи имеретинский царь Давид II потерпел поражение, потерял царский трон и бежал в турецкую провинцию Ахалцихе. Царевич Давид стал новым царем Имеретии под именем Соломона II. В следующем 1790 году Давид II с турецким войском вернулся в Имеретию, чтобы свергнуть своего соперника Соломона II, но потерпел поражение и вторично бежал в Турцию. Позднее при посредничестве картли-кахетинского царя Ираклия II Давид примирился с Соломоном II, вернулся в Имеретию и получил большие земельные владения. Несмотря на это, Давид не отказался от своих претензий на имеретинский царский трон. В 1792 году Давид нанял наемников в Дагестане, чтобы вернуть себе престол, но потерпел окончательное поражение и бежал в турецкие владения. В 1795 году Давид II скончался от оспы в Ахалцихе. 
Был женат, на представительнице рода Орбелиани (Анне Матвеевне (1765—1832).
Дети: сын — Константин Давидович Имеретинский (1789—1844).